# هوگو دیاز (بازیکن فوتبال، زاده ۱۹۹۷)
هوگو دیاز (انگلیسی: Hugo Díaz؛ زادهٔ ۹ فوریهٔ ۱۹۹۷) بازیکن فوتبال اهل اسپانیا است.
از باشگاه‌هایی که در آن بازی کرده‌است می‌توان به باشگاه فوتبال لیدز یونایتد اشاره کرد.